# Sylvicola fasciatus
Sylvicola fasciatus är en tvåvingeart som först beskrevs av Roeder 1886.  Sylvicola fasciatus ingår i släktet Sylvicola och familjen fönstermyggor.
Artens utbredningsområde är Colombia. Inga underarter finns listade i Catalogue of Life.